# Dodge County (Wisconsin)
Das Dodge County ist ein County im US-amerikanischen Bundesstaat Wisconsin. Im Jahr 2020 hatte das County 89.396 Einwohner und eine Bevölkerungsdichte von 39,1 Einwohnern pro Quadratkilometer. Der Verwaltungssitz (County Seat) ist Juneau, das nach Paul Juneau, dem Gründer der Stadt benannt wurde.

## Geografie
Das County liegt im mittleren Südosten von Wisconsin, ist im Osten etwa 65 km vom Michigansee entfernt und hat eine Fläche von 2349 Quadratkilometern, wovon 64 Quadratkilometer Wasserfläche sind. Im Dodge County entsteht der Rock River, ein Nebenfluss des Mississippi, durch den Zusammenfluss seiner Quellflüsse.
An das Dodge County grenzen folgende Nachbarcountys:
| Green Lake County |                  | Fond du Lac County |
| Columbia County   |                  | Washington County  |
| Dane County       | Jefferson County | Waukesha County    |

## Geschichte

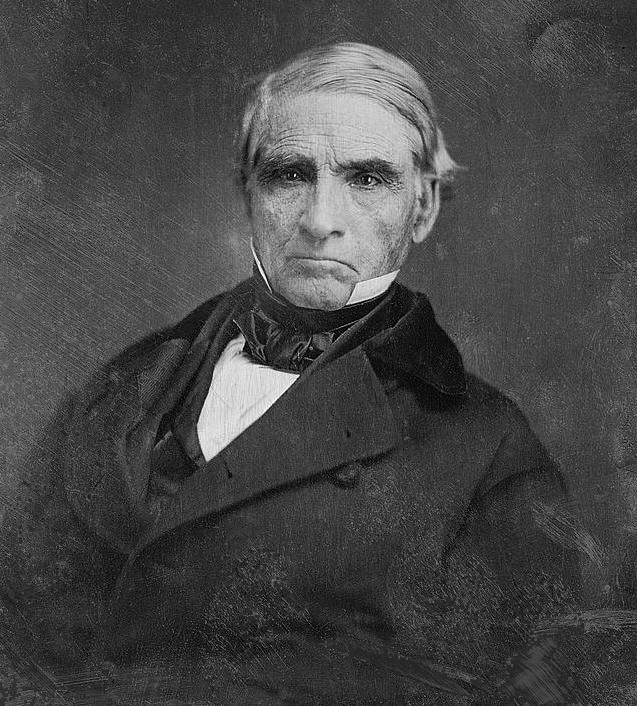
Henry Dodge

Dodge County wurde 1836 als Original-County aus Teilen des Wisconsin-Territoriums gebildet. Benannt wurde es nach Henry Dodge, einem General und frühen Gouverneur des Wisconsin-Territoriums.

## Bevölkerung
Nach der Volkszählung im Jahr 2010 lebten im Dodge County 88.759 Menschen in 33.766 Haushalten. Die Bevölkerungsdichte betrug 38,8 Einwohner pro Quadratkilometer. In den 33.766 Haushalten lebten statistisch je 2,46 Personen.
Ethnisch betrachtet setzte sich die Bevölkerung zusammen aus 95,3 Prozent Weißen, 2,8 Prozent Afroamerikanern, 0,5 Prozent amerikanischen Ureinwohnern, 0,6 Prozent Asiaten, 0,1 Prozent Polynesiern sowie aus anderen ethnischen Gruppen; 0,8 Prozent stammten von zwei oder mehr Ethnien ab. Unabhängig von der ethnischen Zugehörigkeit waren 4,2 Prozent der Bevölkerung spanischer oder lateinamerikanischer Abstammung.
21,2 Prozent der Bevölkerung waren unter 18 Jahre alt, 63,1 Prozent waren zwischen 18 und 64 und 15,7 Prozent waren 65 Jahre oder älter. 47,3 Prozent der Bevölkerung war weiblich.

Das jährliche Durchschnittseinkommen eines Haushalts lag bei 53.782 USD. Das Pro-Kopf-Einkommen betrug 24.907 USD. 8,3 Prozent der Einwohner lebten unterhalb der Armutsgrenze.

## Ortschaften im Dodge County
Citys
| - Beaver Dam - Columbus1 - Fox Lake | - Hartford4 - Horicon - Juneau | - Mayville - Watertown2 - Waupun3 |

Villages
| - Brownsville - Clyman - Hustisford - Iron Ridge | - Kekoskee - Lomira - Lowell - Neosho | - Randolph1 - Reeseville - Theresa |

Census-designated places (CDP)
- Ashippun
- Burnett
- Lebanon

Andere Unincorporated Communities
| - Alderley - Astico - Atwater - Beaver Edge - Clyman Junction - Danville - East Waupun | - Farmersville - Fox Lake Junction - Herman Center - Hochheim - Huilsburg - Knowles - Leipsig | - LeRoy - Lost Lake - Lyndon Dale - Minnesota Junction - Nasbro - Neda - North Lowell | - Oak Grove - Old Ashippun - Old Lebanon - Portland2 - Richwood - Rolling Prairie - Rubicon | - Saylesville - South Beaver Dam - South Randolph - Sugar Island - Sunset Beach - Theresa Station - Woodland |

1 – teilweise im Columbia County

2 – überwiegend im Jefferson County

3 – teilweise im Fond du Lac County

4 – überwiegend im Washington County

## Gliederung
Das Dodge County ist in neben den neun Citys und elf Villages in 24 Towns eingeteilt:
| Town               | Einwohner (2010) | FIPS     |
| ------------------ | ---------------- | -------- |
| Town of Ashippun   | 2559             | 55-03200 |
| Town of Beaver Dam | 3962             | 55-05925 |
| Town of Burnett    | 904              | 55-11275 |
| Town of Calamus    | 1048             | 55-11850 |
| Town of Chester    | 687              | 55-14300 |
| Town of Clyman     | 774              | 55-15925 |
| Town of Elba       | 996              | 55-23000 |
| Town of Emmet      | 1302             | 55-24000 |

| Town               | Einwohner (2010) | FIPS     |
| ------------------ | ---------------- | -------- |
| Town of Fox Lake   | 2465             | 55-27025 |
| Town of Herman     | 1108             | 55-34000 |
| Town of Hubbard    | 1774             | 55-36100 |
| Town of Hustisford | 1373             | 55-36650 |
| Town of Lebanon    | 1659             | 55-43050 |
| Town of Leroy      | 1002             | 55-43650 |
| Town of Lomira     | 1137             | 55-45500 |
| Town of Lowell     | 1190             | 55-45975 |

| Town                 | Einwohner (2010) | FIPS     |
| -------------------- | ---------------- | -------- |
| Town of Oak Grove    | 1080             | 55-59000 |
| Town of Portland     | 1079             | 55-64375 |
| Town of Rubicon      | 2207             | 55-69962 |
| Town of Shields      | 554              | 55-73575 |
| Town of Theresa      | 1075             | 55-79425 |
| Town of Trenton      | 1293             | 55-80525 |
| Town of Westford     | 1228             | 55-85650 |
| Town of Williamstown | 755              | 55-87225 |